# Auriga z Delf
Woźnica z Delf, Auriga Delficki lub Auriga z Delf (gr. Ηνίοχος, dosł. "Dzierży-lejc") – nazwa starożytnego brązowego greckiego posągu złożonego z fragmentów odkrytych w roku 1896 w świątyni Apollina w Delfach w czasie wykopalisk archeologicznych i datowanego na wczesny okres klasyczny. Odkryto również niektóre pozostałe fragmenty zaprzęgu.
Posąg przedstawia młodego mężczyznę odzianego w szatę (xystis) i trzymającego w zachowanej prawej ręce zrekonstruowane części lejc. 
Według rekonstrukcji posąg to dar wotywny dla Apollina od Polyzalosa, władcy miasta Gela na Sycylii. W pracy Gianfranco Adornato jest sugestia, że dwie z inskrypcji na kamiennej podstawie posągu ułożono (Gelas anasson, Polyzalos) w świątyni, jeszcze jedna jest anonimowego autora, prawdopodobnie osoby reprezentowanej przez posąg. Jedna z rekonstrukcji inskrypcji z kamiennej bazy: « [Νικάσας ἵπποισι Π]ολύζαλός μ’ἀνέθηκ[εν] / ὑιος Δεινομένεος, τ]όν ἄεξ’, εὐόνυμ’ Ἄπολλ[ον] » którą dalej rekonstruuje się jako: "Polyzalos poświęcił mnie. ... Bądź mu przychylny, czcigodny Apollo".
Pierwotnie posąg był częścią grupy składającej się z następujących elementów:
- powóz zaprzężony w cztery konie,
- woźnica stojący na wozie i trzymający lejce,
- autor tego pomnika prawdopodobnie przedstawiony jako pieszy hoplita obok wozu.

Grupa ta została wyrzeźbiona po zawodach, które odbyły się w roku 478 lub 474 p.n.e., prawdopodobnie m.in. jako dar za zwycięstwo.
Sam auriga (woźnica) wykonany jest z brązu i mierzy 1,8 m wysokości. Jego szata, tuż powyżej pępka przewiązana paskiem i kończąca się tuż powyżej kostek, ma równomiernie rozłożone fałdy, przypominające kanelury na kolumnie. Przedstawiony woźnica ma nisko sklepioną czaszkę, włosy przewiązane przepaską, zdobioną motywem meandra i inkrustowaną srebrem. Oczy wykonane za pomocą białej pasty i szkła. Na zachowanym przedramieniu starannie oddano nabrzmiałe żyły.
Posąg woźnicy z Delf doskonale odzwierciedla przejście od stylu archaicznego do klasycznego w sztuce greckiej. Mimo lekkiego zwrotu w prawo, mężczyzna nadal sprawia wrażenie nieruchomego. Historycy sztuki i archeolodzy podkreślają fakt "rozciągnięcia" rzeźby. Był to zabieg celowy, mający stworzyć efekt złudzenia optycznego dla osób oglądających posąg posadowiony na postumencie, a więc od dołu.
Autorstwo rzeźby wiąże się z działalnością Pitagorasa z Region, samego artysty, bądź którejś z osób działających w jego kręgu.

## Literatura
- J. Boardman - Sztuka grecka, tłum. M. Burdajewicz, wyd. Via, 1999, s. 141-142
- E. Papuci-Władyka - Sztuka starożytnej Grecji, wyd. PWN, 2001, s. 200, 202